# Corbera
Corbera es un municipio de la Comunidad Valenciana, España. Perteneciente a la provincia de Valencia, en la comarca de la Ribera Baja.

## Geografía

Localización en la comarca de la Ribera Baja

Situado en la ribera derecha del Júcar, en las vertientes nortes de la sierra de Corbera.
La parte sur del término es muy montañosa, en ella se desarrolla la sierra de Corbera, que tiene su máxima altitud en el Cavall Bernat (584 m) compartido con el municipio de Llaurí, que es vértice geodésico de segundo orden. El sector norte es llano, a excepción de la llamada Montañeta de San Miguel (66 m), donde hubo un monasterio del que hoy quedan unas ruinas visibles. A los pies de la colina nace una fuente que riega parte de la huerta del término. De la margen derecha del Júcar sale la Acequia de los Cuatro Pueblos, que sirve a Corbera, Riola, Fortaleny y Poliñá de Júcar. Dentro del término se forma el riachuelo de Corbera.
Desde Valencia, se accede a esta localidad a través de la A-38 para enlazar con la CV-509.
El término municipal de Corbera limita con las localidades de Alcira, Cullera, Fortaleny, Llaurí, Poliñá de Júcar, Benicull y Riola, todas ellas de la provincia de Valencia.

## Historia

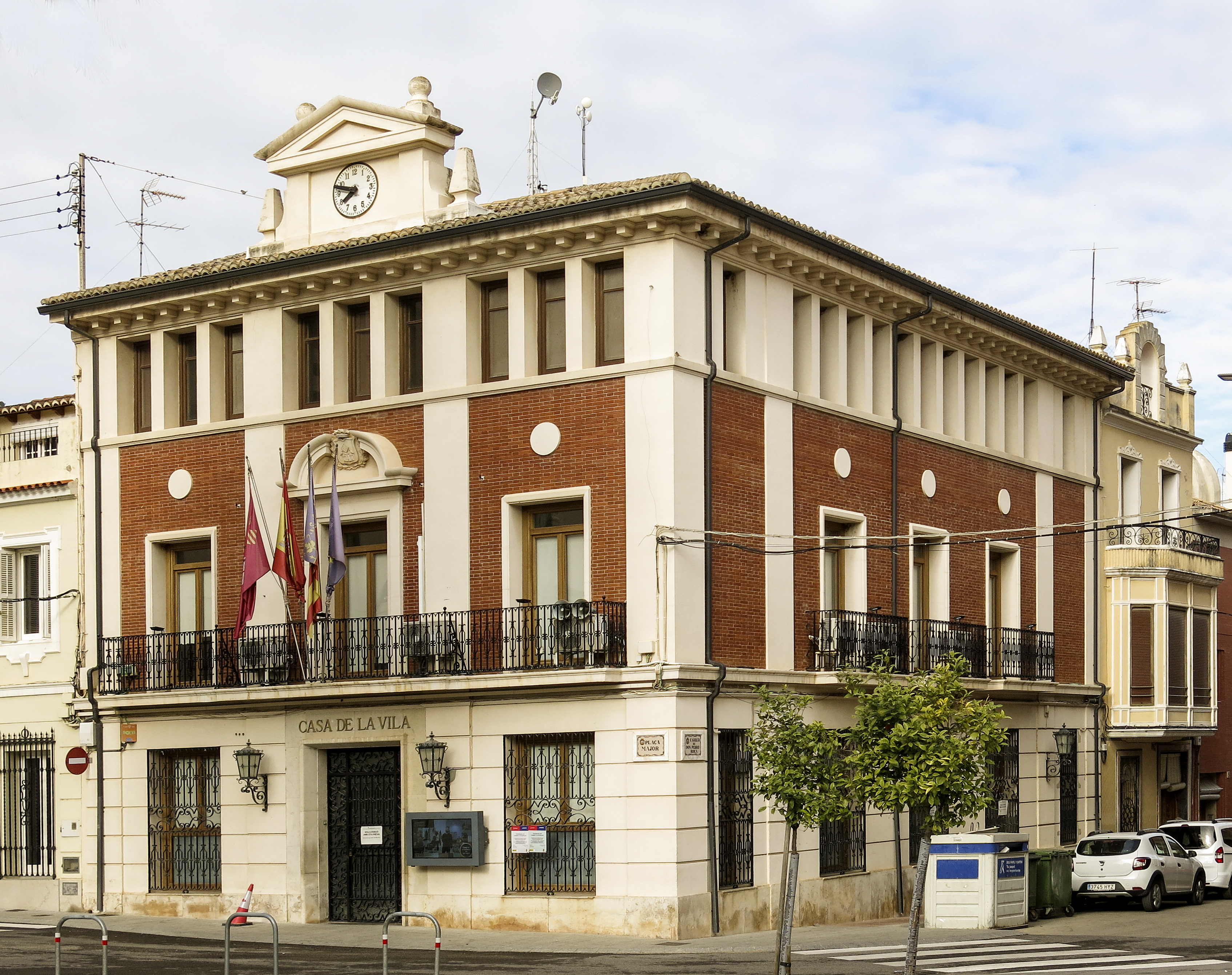
Ayuntamiento de Corbera

Los datos más antiguos que se tienen de la ocupación del territorio corresponden a los primeros tiempos de la Edad de los Metales: ajuares sepulcrales del enterramiento colectivo eneolítico aparecido en la Coveta del Gat. También se dice que son eneolíticos algunos objetos de los recogidos en el Puntal de l’Agüela y ya en la plena Edad del Bronce la mayor parte de los restos de este puntal, la cerámica hecha a mano, el cuchillo de sílex y otros objetos encontrados en la Cova de les Ratetes, los fragmentos de cerámica que se recogen en la montaña Assolada y los restos de poblados que quedan en el Castillo y en la Montañeta de Carlos.
Jaime I conquistó la población en 1248, otorgando importantes franquicias a los pobladores e impulsando la construcción de casas en torno del castillo. En 1349, Pedro IV el Ceremonioso dio el pueblo y el castillo a Pedro de Jérica. Perteneció luego a Ramón Berenguer de Aragón, hijo de Jaime II y a las familias Terranova y Carroç de Vilaragut, que en 1418 lo vendieron a Alfonso el Magnánimo. En 1465, lo compró de nuevo la familia Vilaragut.
A finales de los años 80 del siglo XX cambió su nombre oficial de Corbera de Alcira a Corbera.

## Demografía
Corbera cuenta con una población de 3173 habitantes (INE 2024).
| Gráfica de evolución demográfica de Corbera entre 1842 y 2021                                                       |
| |
| Población de derecho según los censos de población del INE Población de hecho según los censos de población del INE |

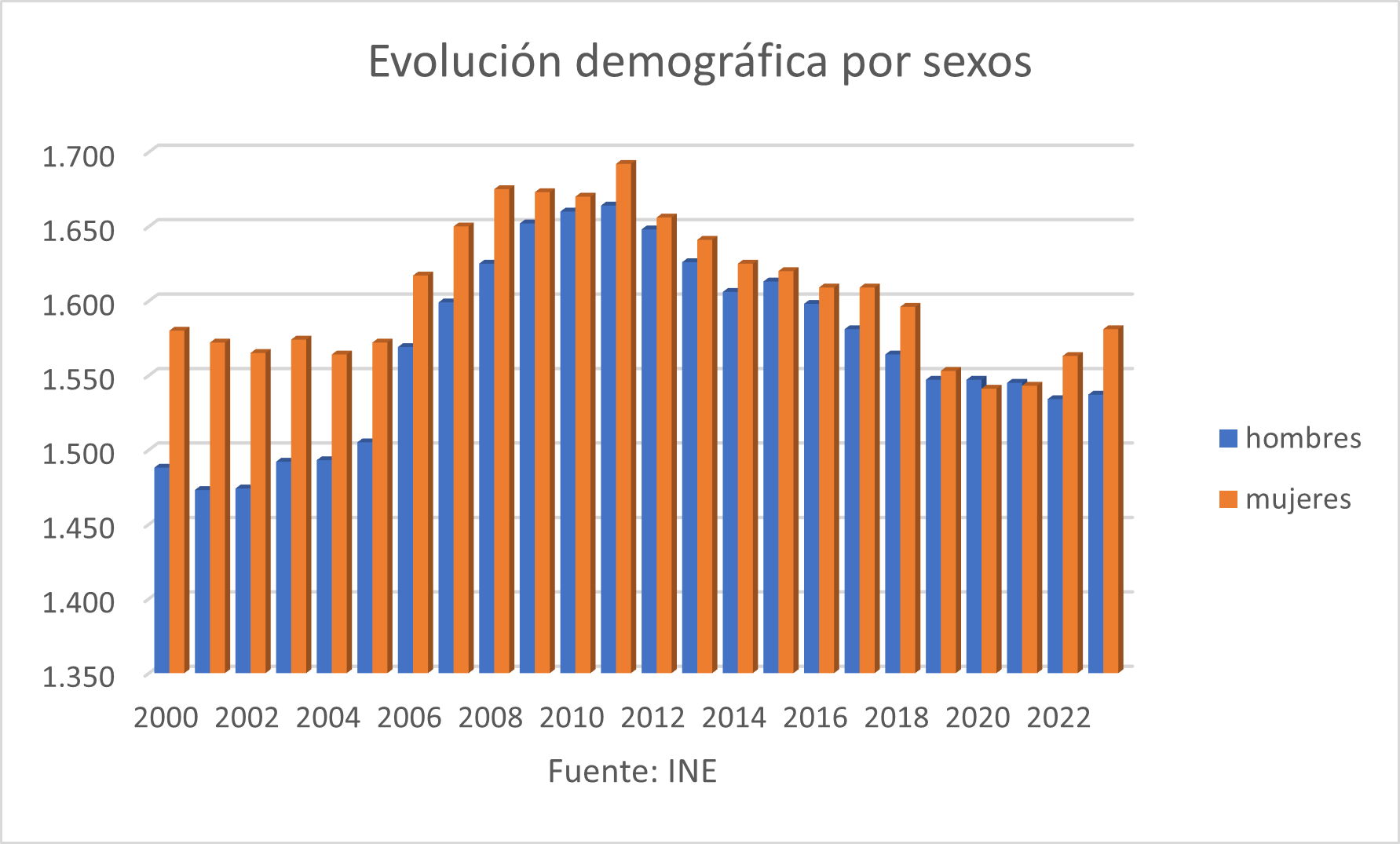
Evolución de la población segregada por sexos
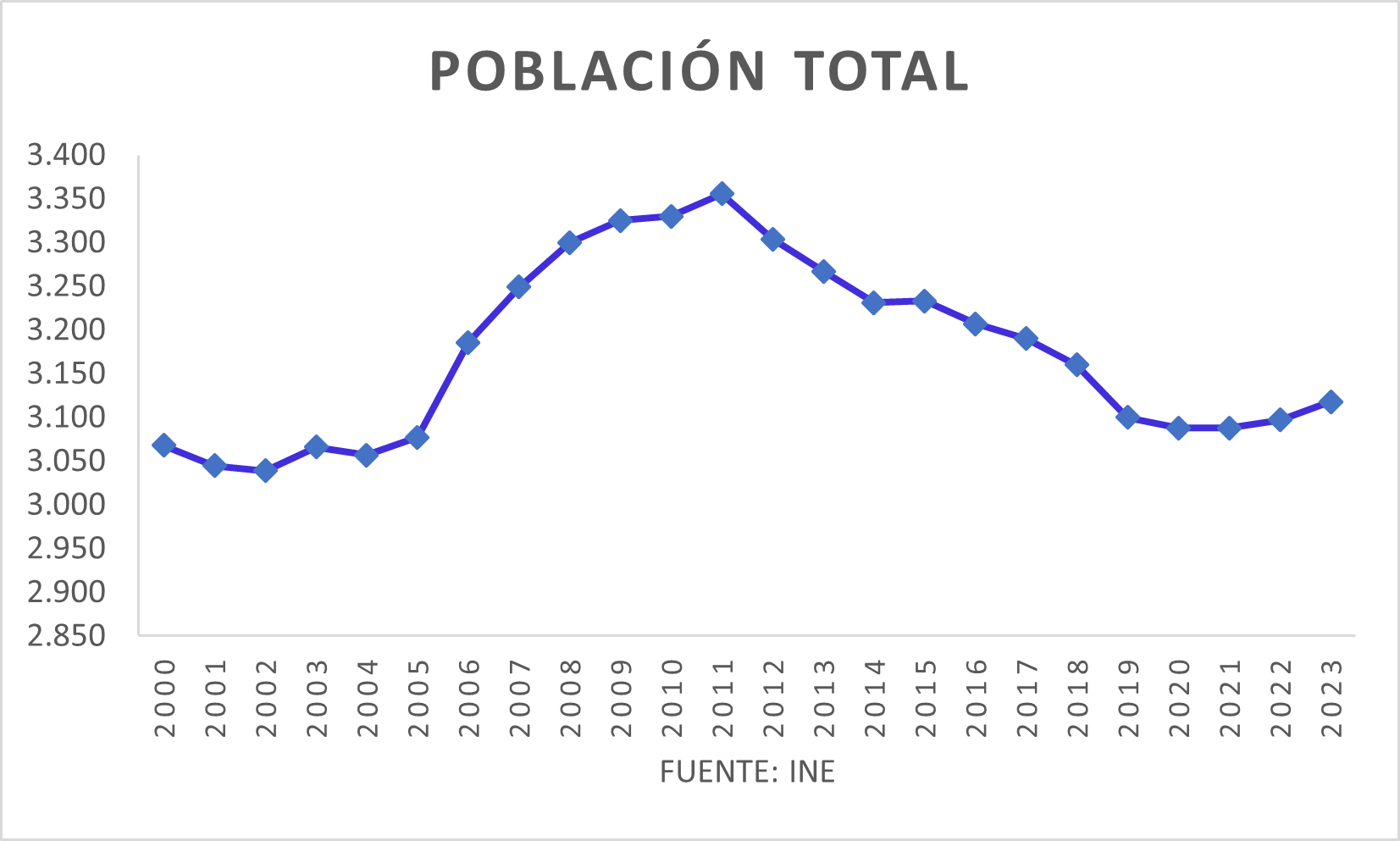
Evolución del total de la población de Corbera (2000-2023)

## Economía
Los cultivos son en su casi totalidad de regadío y están abastecidos por las aguas del Júcar y de la fuente de San Miguel. Se cosecha arroz, naranjas, patatas, maíz y hortalizas. Hay ganadería lanar.

## Administración y política
| Periodo   | Nombre                                                                    | Partido                                   |
| --------- | ------------------------------------------------------------------------- | ----------------------------------------- |
| 1979-1983 | Bernardo Caballero Gregori                                                | PSPV-PSOE                                 |
| 1983-1987 | José Francisco Peris Almiñana                                             | PSPV-PSOE                                 |
| 1987-1991 | José Francisco Peris Almiñana                                             | PSPV-PSOE                                 |
| 1991-1995 | José Francisco Peris Almiñana (1991-1993) Pasqual Ureña Gomis (1993-1995) | PSPV-PSOE UPV - Unitat del Poble Valencià |
| 1995-1999 | Francisco Jiménez Perpiñà                                                 | PP                                        |
| 1999-2003 | Francisco Jiménez Perpiñà                                                 | PP                                        |
| 2003-2007 | Leopoldo Hernán Tornero                                                   | PP                                        |
| 2007-2011 | Leopoldo Hernán Tornero                                                   | PP                                        |
| 2011-2015 | Jordi Xavier Vicedo Jiménez                                               | Compromís                                 |
| 2015-2019 | Jordi Xavier Vicedo Jiménez                                               | Compromís                                 |
| 2019-2023 | Vicent Marrades Esparza                                                   | Compromís                                 |
| 2023-act. | Mentxu Balaguer Pastor                                                    | Compromís                                 |

## Cultura

### Patrimonio

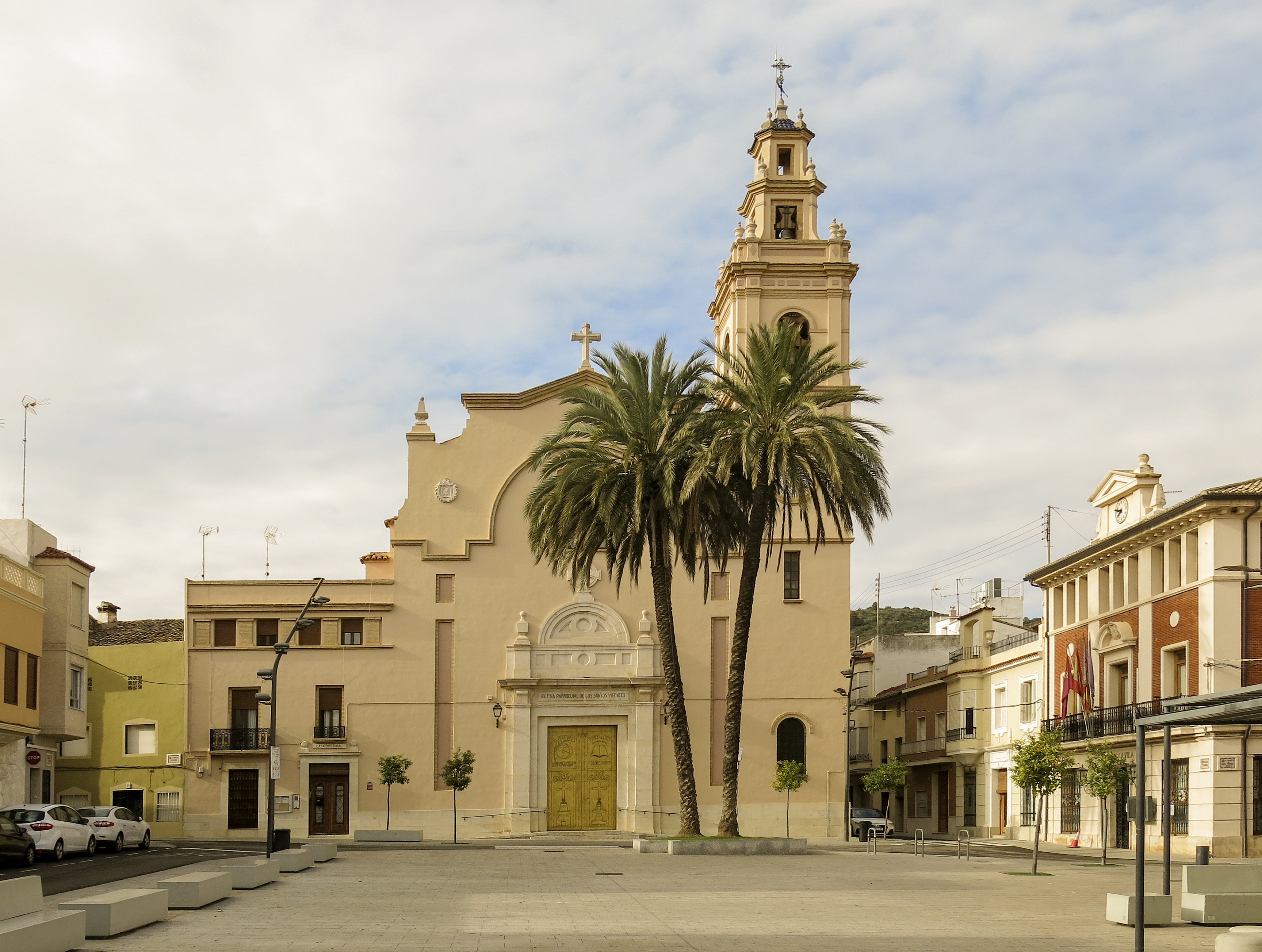
Iglesia de los Santos Vicentes

- Iglesia parroquial. Está dedicada a los Santos Vicentes. Fue construida entre 1940 y 1953, sustituyendo a otra que databa de 1596. En ella se venera a la Mare de deu del castell, imagen de madera que estuvo en la capilla del castillo, hasta que fue trasladada a la ermita de San Miguel.
- Torre árabe de la Ermita de San Miguel
- Ermita del Santo Cristo
- Castillo de Corbera. Sobre el monte que domina la población se encuentran los restos del castillo. Era muy extenso, ocupando una posición estratégica, dominando las riberas del Júcar. Las fachadas se conservan en bastante buen estado, no así el interior, que está en ruinas, es de origen romano y fue restaurado en época musulmana.
- Horno del Rey, del siglo XIV

### Fiestas
- Fiestas patronales, del 20 al 23 de enero a San Vicente Mártir y San Vicente Ferrer, y del 1 al 9 de septiembre a la Virgen del Castillo.